# Lá đài

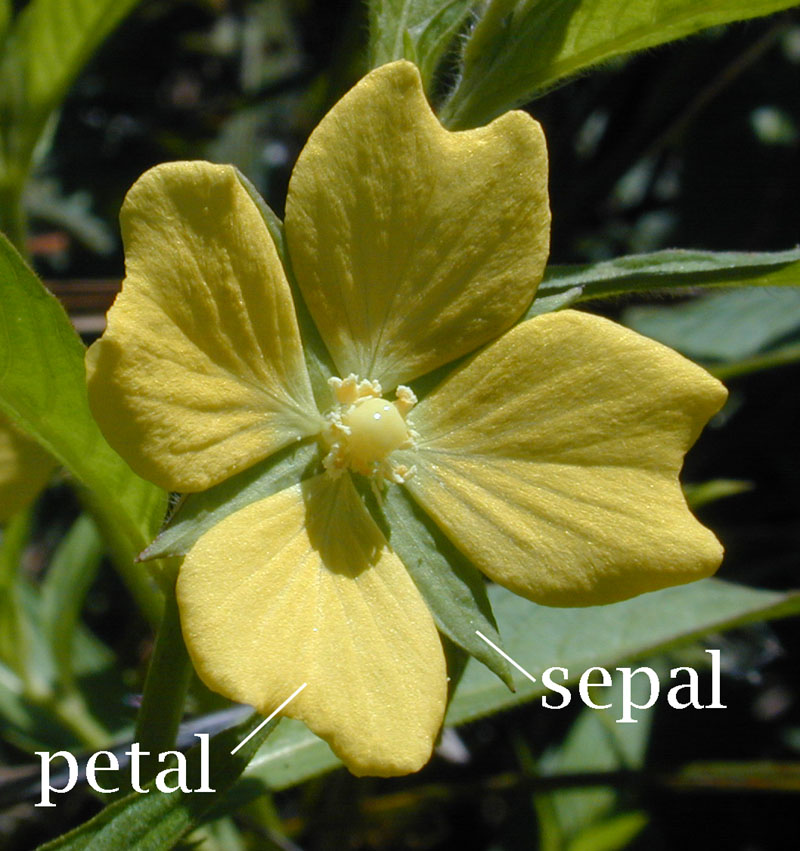
Hoa mẫu bốn của Ludwigia octovalvis thể hiện rõ 4 cánh hoa và 4 lá đài.

Lá đài là một bộ phận của hoa của thực vật hạt kín (thực vật có hoa). Các lá đài ở hoa của phần lớn các loài có màu xanh lục và nằm phía dưới các cánh hoa dễ thấy hơn. Tuy nhiên, thuật ngữ cánh đài thường được sử dụng khi các cánh hoa và lá đài có cùng một màu, hoặc khi không có cánh hoa mà lá đài lại có màu sặc sỡ. Khi hoa còn nằm trong nụ, các lá đài bao lấy và bảo vệ cho các bộ phận mềm yếu hơn của hoa nằm bên trong nó. Về mặt hình thái học thì lá đài là các lá bị biến đổi. Đài hoa (gồm các lá đài) và tràng hoa (gồm các cánh hoa) là các vòng vô sinh nằm ngoài cùng nhất của hoa, cùng nhau hợp thành cái gọi là bao hoa.
Số lượng lá đài trong hoa là đại lượng xác định mẫu hoa. Mẫu hoa là một chỉ thị trong phân loại thực vật. Mẫu hoa của một hoa thực vật hai lá mầm thật sự thường là 4 hay 5. Mẫu hoa của hoa thực vật một lá mầm hay thực vật hai lá mầm cổ là 3 hay bội số của 3.
Hình dáng của lá đài biến đổi đáng kể trong số các loài thực vật có hoa. Thông thường, lá đài bị tiêu giảm nhiều, với bề ngoài hơi giống như râu thóc, hay giống như vảy, răng hoặc gờ. Phần lớn thường nhô ra cho tới khi thuần thục tới lúc rụng xuống. Các ví dụ về hoa với bao hoa tiêu giảm nhiều có thể thấy ở họ Poaceae. Ở một số hoa, các lá đài hợp lại về phía gốc, tạo thành một ống đài (như ở họ Lythraceae), một ống hoa có thể bao gồm các cánh hoa và điểm gắn vào của các nhị hoa.